# Simone Giertz
Simone Giertz (født 1. november 1990) er en svensk, komisk opfinder og internetfænomen. 
Hun er kendt for sine ubrugelige, robotprogrammerede, elektromekaniske og Storm P-agtige opfindelser der bliver præsenteret med sort humor på YouTube og andre sociale medier.